# Aberto (desporto)
No desporto, um torneio « open » é um torneio « aberto a todos ». O termo vem do verbo inglês « to open » que significa abrir. Em certos desportos como o golfe, um termo equivalente a este é omnium.
Em badmínton por exemplo, o open da França é um torneio internacional ao qual não participam só os franceses, mas os jogadores de todos os países.
Em ciclismo em pista, é em 1992 que tem sido decidido de suprimir a distinção entre corredores aficionados e corredores profissionais para finalizar uma única competição dita « open ». Criou-se ao mesmo tempo competições para as jovens de menos de 23 anos. Esta nova organização parecia mais adaptada às condições económicas de vida dos corredores aficionados que eram frequentemente falsos amadores (sobretudo nos países do Leste europeu).
Em snooker, os torneios open estão organizados em diferentes países no marco do circuito World Snooker Tour.
Em tênis, o conceito « open » vê no dia em 1968, com a abertura dos torneios aos jogadores profissionais e aficionados, até-ali separados em dois grupos diferentes. Por isso fala-se neste caso da era Aberta.
Em tênis de mesa, dos torneios open estão organizados em diferentes países no marco do circuito ITTF Pro Tour.